# كازنوري إيو
كازنوري إيو (باليابانية: 飯尾 一慶) (23 فبراير 1982 في نينوهي في اليابان – )؛ هو لاعب كرة قدم ياباني سابق كان يلعب كلاعب وسط.

## وصلات خارجية
- كازنوري إيو على موقع الاتحاد الدولي (مؤرشف)  (الإنجليزية)
- كازنوري إيو على موقع رابطة كرة القدم اليابانية للمحترفين (اليابانية)
- كازنوري إيو على موقع قاعدة بيانات كرة القدم.إي يو (الإنجليزية)
- كازنوري إيو على موقع Soccerway.com (الإنجليزية)
- كازنوري إيو على موقع عالم كرة القدم.نت (الإنجليزية)